# Glade, Kansas
Glade là một thành phố thuộc quận Phillips, tiểu bang Kansas, Hoa Kỳ. Năm 2010, dân số của xã này là 96 người.

## Dân số
Dân số các năm:
- Năm 2000: 114 người
- Năm 2010: 96 người